# صفت (محاسبات)
در محاسبات، منظور از صفات (Attributes) مشخصه‌ها و تعین‌هایی است که به تعریف خواص اشیاء و المان‌ها می‌پردازد.

## مثال‌ها
صفات اشیاء در هریک از موارد زیر کاربردهای اساسی و فراوانی پیدا می‌کند:
- گرافیک کامپیوتری
- زبان‌های برنامه‌نویسی
- اکس‌ام‌ال
- پایگاه‌های رابطه‌ای داده‌ها

## پانوشته‌ها
1. ↑  Properties